# عبد العزيز هوساوي
عبد العزيز حامد هوساوي لاعب سعودي.
لعب مع نادي النصر السعودي صعد للفريق الأول موسم 2009 - 2010يمتاز بقوة جسمانية.
مركزة الأساسي هو المحور، ولكنه يستطيع أن يلعب في الوسط الأيمن، والظهير الأيمن، والوسط المدافع. يحمل الرقم 27 مع الفريق، وسبق له تمثيل المنتخب السعودي للشباب.
لعب بعدها مع نادي سدوس حتى عام 2017 و بعدها إنظم إلى نادي الدرعية .